# Ben Choud
Ben Choud è un comune dell'Algeria, situato nella provincia di Boumerdès.